# Flexible Image Transport System
Pour les articles homonymes, voir FITS.
FITS ou Flexible Image Transport System est le format de fichiers le plus communément utilisé en astronomie. Il sert au stockage, à la transmission et au traitement des images scientifiques et également d'autres disciplines.
Le format de fichiers FITS sert à une grande variété des données non picturales, telles que les spectres électromagnétiques, les listes de photons, des cubes de données (en), et bien d'autres choses encore. Un fichier FITS peut contenir plusieurs extensions, et chacune de celles-ci peut contenir des données. Par exemple, il est possible de sauvegarder dans le même fichier FITS des images à la fois dans le domaine des rayons X et dans celui de l'infrarouge.
À la différence de beaucoup de formats d'image, le format FITS est conçu spécifiquement pour des données scientifiques et par conséquent inclut beaucoup de dispositifs pour décrire l'information photométrique et spatiale de calibrage, ainsi que les métadonnées de l'origine de l'image.
Un dispositif important du format FITS est que les métadonnées de l'image sont stockées dans un en-tête lisible par un humain, au format ASCII, de sorte qu'un utilisateur intéressé puisse examiner les en-têtes d'un fichier de provenance inconnue. Chaque fichier FITS se compose d'un ou plusieurs en-têtes contenant des « card » ASCII (80 caractères de longueur constante) qui portent des paires de « mots clés / valeurs » (keyword / value), intercalées entre les blocs de données. Les paires de mots clés / valeurs fournissent des informations telles que la taille, l'origine, les coordonnées, le format de données binaire, les commentaires en format libre, l'historique des données, et toute autre chose souhaitée par le rédacteur ; tandis que beaucoup de mots-clés sont réservés pour l'usage interne, la norme permet l'utilisation arbitraire du reste.

## Usage des fichiers FITS
Le support des fichiers FITS, via des bibliothèques standard, est disponible pour la plupart des langages utilisés dans un cadre scientifique, comme :
C, Fortran, Java, Perl, Python, et IDL.   le  « FITS Support Office » de la NASA/GSFC maintient une liste des bibliothèques et plateformes supportant le format FITS. 
Certains programmes de traitement d'images comme GIMP, Photoshop et IrfanView peuvent généralement lire des fichiers FITS simples mais sont vite limités dans l'interprétation des tables et des données plus complexes que ces fichiers peuvent contenir. Les équipes scientifiques écrivent généralement leurs propres programmes pour traiter leurs données FITS, à l'aide des outils disponibles dans les langages de leur choix. Un programme comme « SAOImage DS9 » traite généralement correctement les images et les données. http://hea-www.harvard.edu/RD/ds9/
De nombreux environnements de programmation utilisent les métadonnées trouvées dans les en-têtes des fichiers FITS pour afficher, comparer, rectifier ou manipuler les images plus en profondeur. Citons comme exemples les bibliothèques de transformation de coordonnées incluses dans PDL, la bibliothèque PLOT MAP dans l'ensemble de logiciels solarsoft dédiés à la physique solaire, la bibliothèque Starlink Project AST en C et pyfits pour le langage python.
Ces fichiers sont principalement faits pour être traités sur disque car ils peuvent atteindre des tailles respectables. Plusieurs dizaines de mégaoctets pour une seule image est en effet courant, et avec les possibilités des ordinateurs 64 bits et des logiciels le permettant (linux et python tournent en 64 bits), des dimensions d'image dépassant les 4 gigaoctets sont théoriquement possibles.
Le point fort de ce type de fichiers est de maintenir une relation entre les données de l'image et les données descriptives s'y rapportant. En effet, pour garantir qu'une image correspond bien aux métadonnées descriptives associées, celles-ci sont écrites conjointement par l'objet, il n'y a pas d'erreur possible (comme pour les métadonnées IPTC avec les images JPEG ou TIFF).
Le Vatican utilise ce format pour numériser sa bibliothèque principalement car il est open-source et qu'il permet en outre de stocker les métadonnées et les images en rayon-X des documents.